# Итальянская война (1521—1526)
Итальянская война 1521—1526 гг., иногда также называемая Четырёхлетней войной (так как в 1526 году уже шли только переговоры) — одна из Итальянских войн XVI века. Причинами войны послужили враждебность между французским королём Франциском I и испанским королём Карлом V, возникшая после избрания Карла V императором Священной Римской империи, а также нужда папы Льва X в союзе с Карлом V ради борьбы с влиянием Мартина Лютера.

## Предыстория
В 1518 году мир, установившийся в Западной Европе после битвы при Мариньяно, зашатался. Причиной раздора между ведущими державами стал вопрос о новом императоре Священной Римской империи. Император Максимилиан I хотел, чтобы его трон был унаследован Габсбургом, и поэтому начал кампанию в поддержку испанского короля Карла, в то время как французский король Франциск предложил в качестве альтернативного кандидата себя. В то же время папству и Империи пришлось иметь дело с растущим влиянием Мартина Лютера, которого стали поддерживать многие из имперских дворян, а Франциску — с английским кардиналом Томасом Уолси, который старался усилить влияние Англии (и себя самого) в делах континента, предлагая свои услуги в качестве посредника при переговорах между враждующими сторонами.

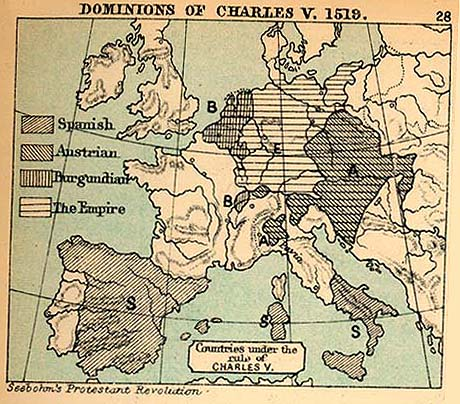
Владения Карла V в 1519 году

Смерть Максимилиана в 1519 году сделала вопрос выбора нового императора краеугольным камнем европейской политики. Папа Лев X, которому не нравилось присутствие испанских солдат (в Неаполитанском королевстве) в нескольких десятках километров от Рима, поддержал французскую кандидатуру. Князья-избиратели (за исключением Фридриха Саксонского) пообещали свою поддержку обоим кандидатам (а точнее — тому из них, кто больше заплатит). Ещё до своей смерти Максимилиан пообещал по 500 тысяч флоринов тем курфюрстам, которые проголосуют за Карла; Франциск предложил по 3 миллиона, но Карл перебил его предложение, заняв огромную сумму у Фуггеров. Однако исход голосования определился не беспрецедентными взятками (включавшими в себя и папское обещание сделать архиепископа майнцского своим постоянным легатом). Общая непопулярность идеи выбора императором француза вынудила курфюрстов сделать паузу, и когда Карл привёл свою армию на поле возле Франкфурта, где проходили выборы, курфюрсты тут же проголосовали за него. Когда 23 октября 1520 года Карл V был коронован императором, под его властью оказались Испания, Священная Римская империя и Бургундские Нидерланды.
Кардинал Уолси, надеясь увеличить влияние Генриха VIII на дела континента, предложил Англию в качестве посредника для улаживания споров между Франциском и Карлом. В 1520 году Генрих и Франциск встретились на поле золотой парчи, а сразу после этого Уолси встретился с Карлом в Кале. Конференция, которая должна была разрешить все проблемы, заседала в Кале до апреля 1522 года, но без особого результата.

## Первые ходы
В декабре 1520 года Франциск начал подготовку к войне. Так как английский король Генрих VIII выразил явное намерение выступить против того, кто нарушит мир на континенте, то французы решили вместо объявления войны сделать ставку на поддержку противников, которые должны были вторгнуться на испанскую и имперскую территории. Одну атаку — вдоль Мааса — возглавил Роберт III де Ла Марк, а другую — в Наварру — формально возглавил Генрих II Наваррский, у которого Фердинанд II Арагонский в 1512 году отнял семейные владения (однако на самом деле армией командовал Андре де Фуа). Обе атаки были профинансированы французами, но на официальном уровне Франция всё отрицала.
В июне имперские войска под командованием Генриха Нассауского вторглись в северную Францию, разграбили города Ардр и Музон, и осадили Турне. Однако упорная оборона Мезьера, которой командовали Баярд и Монморанси, дала Франции время собрать армию.
Генрих Нассауский отбил вторжение вдоль Мааса, а Андре де Фуа хоть и удалось взять Памплону, но 30 июня 1521 года он был разбит при Эсквирозе и выбит из Наварры.
Тем временем Карл был занят делами, связанными с Мартином Лютером. 25 мая 1521 года, в конце работы Вормсского рейхстага, Карл под нажимом папского нунция Джироламо Алеандера издал Вормсский эдикт, объявивший Мартина Лютера еретиком. Одновременно Карл пообещал папе вернуть Медичи Парму и Пьяченцу, а Милан — семейству Сфорца. Нуждаясь в императорской поддержке против ереси, Лев X пообещал свою поддержку в изгнании французов из Ломбардии. В результате у Франции остался в Италии единственный союзник — Венецианская республика.
22 октября 1521 года Франциск встретил главную имперскую армию, которой командовал лично Карл V, возле Валансьена. Он не решился немедленно атаковать, как ему советовал Карл III де Бурбон, и это дало Карлу V время для отступления. Когда французы, наконец, были готовы пойти вперёд, начавшиеся сильные дожди затруднили преследование, и имперская армия смогла уйти без боя.
Вскоре после этого французские войска, которыми командовали Гуфье и Клод де Гиз, осадили Фуэнтеррабиа — ключевой город в устье реки Бидасоа на франко-испанской границе — а последующая серия манёвров предоставила французам важный
плацдарм в северной Испании, который они удерживали последующие два года.

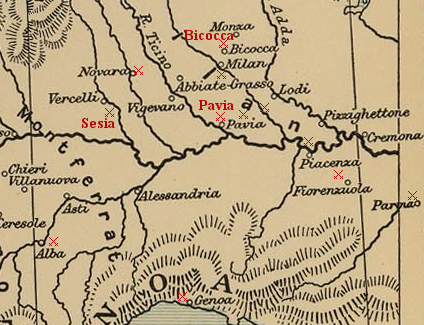
Сражения в Ломбардии

В Италии союзники сосредоточили около Болоньи 23 тысяч человек, под начальством престарелого Проспера Колонны. Французский наместник в Милане, Лотрек, с трудом нанял 12 тысяч швейцарцев, которые одни могли противостоять великолепной испанской пехоте.
28 ноября 1521 года Карл, Генрих и римский папа подписали соглашение о союзе, направленном против Франции. Союзники сделали серьёзную ошибку, приступив к осаде Пармы, вместо того, чтобы занять Милан и изгнать французов ранее, чем они успеют сосредоточить свои силы. Благодаря этому, Лотрек получил возможность собрать часть сил (13 тысяч) и присоединить к себе 4-тысячный венецианский отряд. Тем не менее, в ожидании сосредоточения своих войск, наместник не решился идти на выручку осаждённой Пармы, а лишь продвинулся до реки По. Когда денежные средства Лотрека иссякли, наёмники стали уходить, что вынудило его отойти к Милану. Союзники двинулись за Лотреком, который, оставив гарнизон в цитаделях Милана, Новары и Ароны, очистил Миланское герцогство и расположился на зимние квартиры в венецианских владениях. Таким образом, вся Ломбардия, за исключением Кремоны, была французами потеряна. Но роспуск папских войск кардиналом Юлием Медичи и переход 16 тысяч швейцарцев на сторону Франциска приостановили успехи союзников.
27 апреля 1522 года состоялась битва при Бикокке, в которой французы потерпели страшное поражение. Подавленные морально, швейцарцы вернулись в свои кантоны, а Лотрек, оставшись практически без войск, был вынужден оставить Ломбардию и отступить во Францию. Колонна и Фернандо д’Авалос, оставшись без противника, приступили к осаде Генуи, и 30 мая захватили город.

## Франция загнана в угол
Поражение, понесённое де Фуа, подтолкнуло Англию к вступлению в войну. В мае 1522 года английский посол передал Франциску ультиматум, в котором перечислялись обвинения, предъявляемые Англией Франции (в частности, поддержка Джона Стюарта в Шотландии) — все они были Франциском отвергнуты. 16 июня 1522 года Генрих VIII и Карл V подписали Виндзорский договор, в соответствии с которым каждая из договаривающихся сторон обязалась выставить по 40 тысяч солдат для вторжения во Францию. Карл согласился компенсировать Англии долги, которые Франция откажется выплачивать из-за вступления Англии в войну; чтобы скрепить союз, Карл согласился жениться на единственной дочери Генриха — Марии. В июле англичане атаковали Бретань и Пикардию из Кале. У Франциска не хватало средств на организацию достойного сопротивления, и английская армия разграбила эти территории.

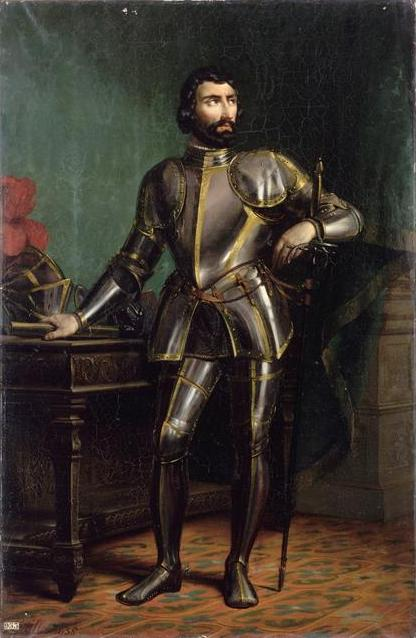
Карл III де Бурбон

Для нахождения денег Франциск испробовал разные способы, но основным сделал судебную тяжбу с Карлом де Бурбоном. Герцог Бурбонский большинство своих земель получил благодаря браку с Сюзанной де Бурбон, умершей незадолго до начала войны. Луиза Савойская — двоюродная сестра Сюзанны и мать короля — настаивала, что эти земли теперь должны перейти к ней, как к ближайшей кровной родственнице покойной. Франциск посчитал, что захват спорных земель упрочит его финансовое положение в степени достаточной для продолжения войны, и начал конфисковывать их по частям от имени Луизы. Разъярённый этим, Бурбон, попадавший во всё большую изоляцию при дворе, начал искать союза с Карлом V против короля Франции.
В 1523 году обстоятельства сложились для Франции наихудшим образом. После смерти Антонио Гримани новым дожем Венеции стал Андреа Гритти, ветеран войны Камбрейской лиги. Он быстро начал переговоры с императором, и 29 июля подписал Вормсский договор, в соответствии с которым Венецианская республика вышла из войны. Бурбон продолжал свои тайные переговоры с Карлом, предлагая начать восстание против Франции в обмен на деньги и германские войска. Когда Франциск, опасавшийся заговора, в октябре вызвал его в Лион, тот прикинулся больным и бежал в имперский город Безансон. Разъярённый Франциск приказал казнить всех союзников Бурбона, которых смог схватить, однако сам герцог де Бурбон, отказавшись от последнего предложения о примирении, открыто поступил на службу к Императору.
После этого Карл вторгся в южную Францию через Пиренеи. Де Фуа успешно защитил от испанцев Байонну, однако в феврале 1524 года Карл сумел отбить Фуэнтеррабию. Тем временем 18 сентября 1523 года из Кале на соединение с фламандско-имперскими войсками двинулась огромная английская армия под командованием герцога Саффолка. Французы, все силы которых были отвлечены на отражение атак имперцев, не могли ему ничего противопоставить, и Саффолк вскоре пересёк Сомму, разоряя всё на своём пути и остановившись лишь в нескольких десятках километров от Парижа. Однако Карл не смог поддержать английское наступление, и Саффолк, не желая штурмовать столицу Франции в одиночку, 30 октября повернул от Парижа прочь, вернувшись в Кале в середине декабря.
Теперь Франциск переключился на Ломбардию. В октябре 1523 года 18-тысячная французская армия под командованием Гийома Гуфье де Бониве двинулась через Пьемонт к Новаре, где соединилась с войском швейцарских наёмников примерно такого же размера. Просперо Колонна, у которого было всего 9 тысяч человек, отступил в Милан. Однако Гуфье де Бониве переоценил размер имперской армии, и вместо атаки города расположился на зимние квартиры. К 28 декабря, когда умершего Колонну заменил на его посту Шарль де Ланнуа, имперцы сумели собрать ещё 15 тысяч ландскнехтов и большое войско под командованием де Бурбона, а многие швейцарцы покинули французскую армию, и Гуфье де Бониве начал отступление. Поражение французов в сражении на реке Сезия, где погиб командовавший арьергардом Баярд, продемонстрировало превосходство групп аркебузиров над более традиционными войсками; французская армия отступила через Альпы в беспорядке.
Фернандо д’Авалос и Карл III де Бурбон, имея под командованием около 11 тысяч человек, пересекли Альпы и в начале июля вторглись в Прованс. Пройдя без сопротивления через большинство мелких населённых пунктов, Бурбон 9 августа вошёл в столицу провинции — город Экс-ан-Прованс — и провозгласил себя «графом Прованским», признав ленную зависимость от Генриха VIII в обмен на поддержку последним борьбы против Франциска. В середине августа де Бурбон и д’Авалос осадили Марсель — последнюю крепость Прованса, остававшуюся во французских руках. Однако атака на город провалилась, и когда в конце сентября в Авиньон прибыла французская армия, которую вёл лично Франциск I — им пришлось отступить в Италию.

## Битва при Павии

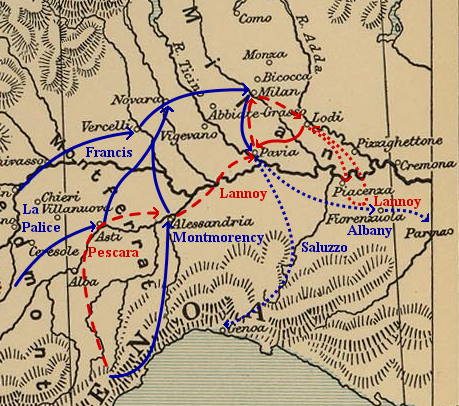
Кампания 1524-25 в Ломбардии (действия французов обозначены синим, их противников — красным)

В середине октября 1524 года французская 40-тысячная армия, которой командовал лично Франциск I, перешла через Альпы и двинулась к Милану. Де Бурбон и д’Авалос, чьи войска ещё не пришли в себя после кампании в Провансе, не могли оказать серьёзного сопротивления, но и французской армии, двигавшейся несколькими колоннами, не удалось навязать сражения основной массе имперских войск. 26 октября Шарль де Ланнуа, у которого было 16 тысяч человек, узнав, что к Милану приближается 33-тысячная французская армия, решил, что он не сможет удержать город, и отступил в Лоди. Вступив в Милан и назначив Луи де ла Тремуйля губернатором, Франциск (под влиянием Гуфье де Бониве и вопреки советам других старших командиров, предпочитавших более энергичное преследование отступавшего де Ланнуа) двинулся к Павии, где остался Антонио де Лейва с имперским гарнизоном достаточно большого размера.
Основная масса французских войск прибыла к Павии в конце октября. 2 ноября Анн де Монморанси перешёл реку Тичино и блокировал город с юга, завершив окружение. Внутри городских стен находилось 9 тысяч солдат — в основном наёмники, которым де Лейва мог платить лишь за счёт переплавки церковной утвари. В результате артиллерийской бомбардировке осаждающим удалось к середине ноября сделать несколько проломов в городских стенах. 21 ноября французы попытались ворваться в город через два из них, но были отбиты с большими потерями. Наступила дождливая погода, у французов стал заканчиваться порох, и они решили подождать, пока осаждённые не начнут умирать с голоду.
В начале декабря испанские войска под командованием Уго де Монкада высадились возле Генуи, намереваясь вмешаться в борьбу между профранцузской и прогабсбургской фракциями в городе. Для их перехвата Франциск выделил крупные силы под командованием маркграфа Салуццо Микеле Антонио. Столкнувшись с превосходящими французскими силами, и оставшись без поддержки с моря из-за прибытия генуэзского флота под командованием профранцузски настроенного адмирала Андреа Дориа, испанцы сдались. После этого Франциск подписал секретное соглашение с папой Климентом VII, который пообещал не помогать Карлу в обмен на помощь Франциска в завоевании Неаполя. Несмотря на протесты высокопоставленных командующих, Франциск отправил часть своих сил под командованием Джона Стюарта на юг на помощь Папе. Ланнуа попытался перехватить экспедицию возле Фьоренцуолы, но понёс тяжёлые потери, и был вынужден вернуться в Лоди из-за вмешательства тогда ещё малоизвестных «чёрных отрядов» Джованни де Медичи, только что пришедших на французскую службу. Медичи вернулся к Павии с конвоем с порохом и пулями, посланным герцогом Феррары, однако положение французов одновременно стало слабее из-за ухода почти 5 тысяч граубюнденских швейцарцев, вернувшихся на защиту своих кантонов, которые подвергались разграблениям со стороны мародёрствующих ландскнехтов.
В январе 1525 года Ланнуа получил подкрепление — 15 тысяч свежих ландскнехтов под командованием Георга фон Фрундсберга — и перешёл в наступление. Д’Авалос захватил французский опорный пункт в Сан-Анджело, перерезав коммуникации между Миланом и Павией, а отдельная колонна ландскнехтов подошла к Белджойозо и заняла город. 2 февраля Ланной был уже всего в нескольких километрах от Павии. Франциск разместил основную массу своих войск в огороженном стеной парке в Мирабелле, за пределами городских стен, разделив тем самым гарнизон Павии и приближающуюся армию. Гарнизон Павии весь февраль совершал вылазки, в одной из которых был ранен Джованни де Медичи, вынужденный отправиться на лечение в Пьяченцу. Чтобы компенсировать уход «чёрных отрядов», Франциску пришлось забрать из Милана почти весь гарнизон, но в целом эти стычки не оказали серьёзного влияния на общее положение дел. 21 февраля имперские командующие, у которых кончались припасы и которые ошибочно считали, что французы превосходят их численно, решили атаковать Мирабелло, чтобы «сохранить лицо» и деморализовать французов настолько, чтобы обеспечить себе безопасный отход.
Ранним утром 24 февраля 1525 года испанские инженеры проделали бреши в стене Мирабелло, что позволило войскам Ланнуа ворваться в парк. Одновременно Лейва вывел из Павии то, что осталось от гарнизона. В последовавшем четырёхчасовом сражении французская тяжёлая кавалерия, столь хорошо проявившая себя против швейцарцев за 10 лет до этого в сражении при Мариньяно, из-за быстрого продвижения перекрыла линию огня собственной артиллерии, и была уничтожена германскими ландскнехтами и испанскими аркебузирами. Тем временем пехотные стычки заставили швейцарскую и французскую пехоту смешаться. Французы понесли тяжёлые потери, потеряв большую часть своей армии. Гуфье де Бониве, Жак II де Шабанн, Луи II де Ла Тремуйль и Ричард де ла Поль погибли в бою, а Анн де Монморанси, Роберт III де Ла Марк и сам Франциск I вместе с большим количеством менее знатных людей попали в плен. Вскоре Франциску пришлось узнать, что Джон Стюарт потерял большую часть своей армии от лишений и дезертирства, и вернулся во Францию даже не достигнув Неаполя. Разрозненные остатки французских войск (за исключением небольшого гарнизона, оставшегося в миланском Кастелло Сфорцеско) под номинальным командованием Карла IV д’Алансон отступили через Альпы и к марту достигли Лиона.

## Мадрид
После битвы при Павии судьба французского короля и самой Франции стала объектом изощрённых дипломатических манёвров. Карл V, которому не хватало средств на продолжение войны, предпочёл забыть о своём обещании вступить в брак с представителем дома Тюдоров, данное Генриху VIII, и стал вместо этого добиваться руки Изабеллы Португальской, у которой было более богатое приданое. Тем временем герцог де Бурбон подговаривал Генриха вторгнуться во Францию и разделить её на пару, а д’Авалоса подбивал захватить Неаполь и провозгласить себя королём Италии.
Луиза Савойская, оставшаяся регентом Франции на время отсутствия сына, попыталась собрать войска и деньги для подготовки к ожидавшемуся вторжению английских войск в Артуа. Одновременно она отправила первое французское посольство к Сулейману Великолепному, прося содействия, однако посольство погибло в Боснии. В декабре 1525 года было послано второе посольство, которое достигло Стамбула с секретными письмами, в которых были просьба о помощи в освобождении короля Франциска и предложение атаковать Габсбургов. 6 февраля 1526 года посольство вернулось с ответом от Сулеймана, заложив основы франко-турецкого альянса. Сулейман написал письмо Карлу V, требуя освобождения Франциска, а также выплаты Священной Римской империей ежегодной дани; когда этого не последовало — летом 1526 года турки вторглись в Венгрию.
Де Ланнуа и д’Авалос хотели отправить Франциска в неаполитанский Кастель-Нуово, но сам Франциск считал, что сумеет добиться своего освобождения, если лично встретится с Карлом V, и стал требовать, чтобы его отправили в Испанию. Опасаясь заговора со стороны герцога де Бурбона, имперский и испанский командующий согласились, и 12 июня Франциск был доставлен в Барселону.
Первоначально Франциска держали на вилле возле Бенисано (возле Валенсии), однако потом он был переведён в Мадрид и помещён там в замок. Тем не менее Карл отказывался встречаться с ним до выработки соглашения. Карл требовал передачи не только Ломбардии, но также Бургундии и Прованса, вынудив Франциска заявить, что законы Франции не позволяют ему отдавать земли, принадлежащие Короне, без согласия Парламента, чего явно бы не последовало.

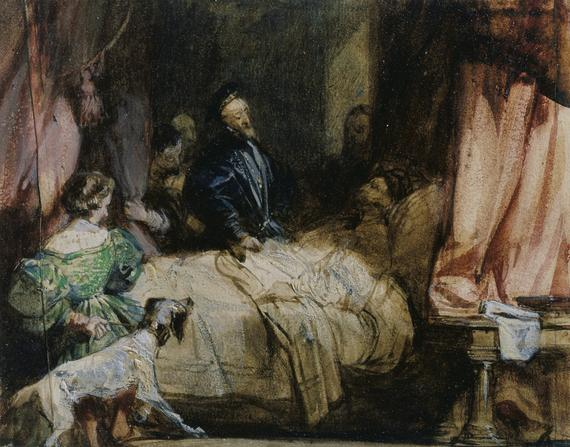
Карл V навещает Франциска I

В сентябре Франциск тяжело заболел, и его сестра — Маргарита Наваррская — отправилась к нему в Испанию из Парижа. Имперские доктора, осмотревшие больного, пришли к выводу, что его болезнь вызвана горем от невозможности встретиться с императором. Несмотря на протест канцлера Меркурино Гаттинары, считавшего, что вопросы милосердия не должны вмешиваться в политику, Карл навестил больного, и тот пошёл на поправку. Франциск попытался бежать, но попытка оказалась неудачной, и Маргарите Наваррской пришлось вернуться во Францию.
В начале 1526 года Карл столкнулся с требованиями от Венеции и Папы о восстановлении Франческо Мария Сфорцы на троне Миланского герцогства, и забеспокоился, что соглашения с Францией не удастся добиться до начала новой войны. Франциск, поняв, что аргументы о невозможности возвращения Бургундии на Карла не действуют, решил согласиться отдать её ради собственного освобождения. 14 января 1526 года Карл V и Франциск I подписали Мадридский договор, в соответствии с которым французский король отказывался от претензий на Италию, Фландрию и Артуа, отдавал Бургундию Карлу V, соглашался отправить двух сыновей к испанскому двору в качестве заложников, обещал жениться на сестре Карла Элеоноре и вернуть герцогу де Бурбону все отнятые у него земли.
6 марта Франциск был освобождён, и в сопровождении де Ланнуа отправился к Фуэнтеррабии. 18 марта он пересёк реку Бидасоа в северном направлении, вступив на землю Франции, одновременно два его сына проследовали на юг, отправляясь заложниками в Испанию. К этому времени кардинал Уолси и французский посол составили предварительный проект мирного договора между Англией и Францией (был ратифицирован французской стороной в апреле 1527 года).
Франциск, однако, не испытывал никакого желания выполнять остальные условия Мадридского договора. 22 марта, с благословения Папы, он объявил себя не связанным условиями Мадридского договора, как подписанного под давлением. Тем временем папа Климент VII, опасаясь роста влияния императора в Италии, предложил Франциску I и Генриху VIII заключить союз против Карла V. Генрих, не получивший по Мадридскому договору ничего, согласился, в результате чего началась Война Коньякской лиги.